# اتحادیه بین‌المللی بازی‌های جهانی
اتحادیه بین‌المللی بازی‌های جهانی (به انگلیسی: International World Games Association) برگزارکننده بازی‌های جهانی رویداد چند ورزشی هر چهار سال یک‌باری‌ست که برای ورزش‌های ناالمپیکی تأسیس گشته است و در همکاری و هماهنگی با کمیته بین‌المللی المپیک انجام وظیفه می‌کند. این سازمان در سال ۱۹۸۱ با عنوان شورای بازی‌های جهانی تأسیس شد و در ۱۹۹۶ با نام کنونی و به عنوان یک سازمان غیردولتی در سوئیس تشکیل شد.